# Троицкая церковь (Троицкое, Чеховский район)
Троицкая церковь — православный храм в селе Троицкое городского округа Чехов Московской области, в бывшей дворянской усадьбе Троицкое-Ордынцы. Относится к Чеховскому благочиния Подольской епархии Русской православной церкви. Основную часть прихожан составляет персонал психиатрической больницы № 5. Памятник архитектуры федерального значения.

## История
В XVII—XVIII веках село принадлежало вотчинникам из дворянского рода Шишкиных. Первую деревянную церковь Троицы построил в 1630-40 годы Захар Григорьевич Шишкин. Существующий каменный храм в стиле московского барокко возведён в 1712 году на средства стольника Юрия Фёдоровича Шишкина.
Начиная с 1817 года храм был переделан в усадебную церковь по желанию нового владельца имения князя Андрея Оболенского, устроившего при храме два новых придела с трапезной и фамильной усыпальницей. В 1877-78 годы стены храма были покрыты масляной живописью, работы производил Дмитрий Алексеевич Култыгин.
Храм был закрыт в 1930-е годы. В советское время памятник архитектуры был снесён более чем наполовину, обезглавлен и приспособлен для проживания нескольких семей. Колокольню местные жители разобрали на кирпич. Руины возвращены верующим в 1995 году. Ныне храм активно восстанавливается прихожанами.
- Фасад Троицкой церкви, нуждающийся в реставрации
- Один из входов храма, с разрушенной аркой
- Богослужение
- Богослужение, проводимое отцом Александром
- Один из фасадов храма, нуждающийся в реставрации